# Realschule Ascheberg

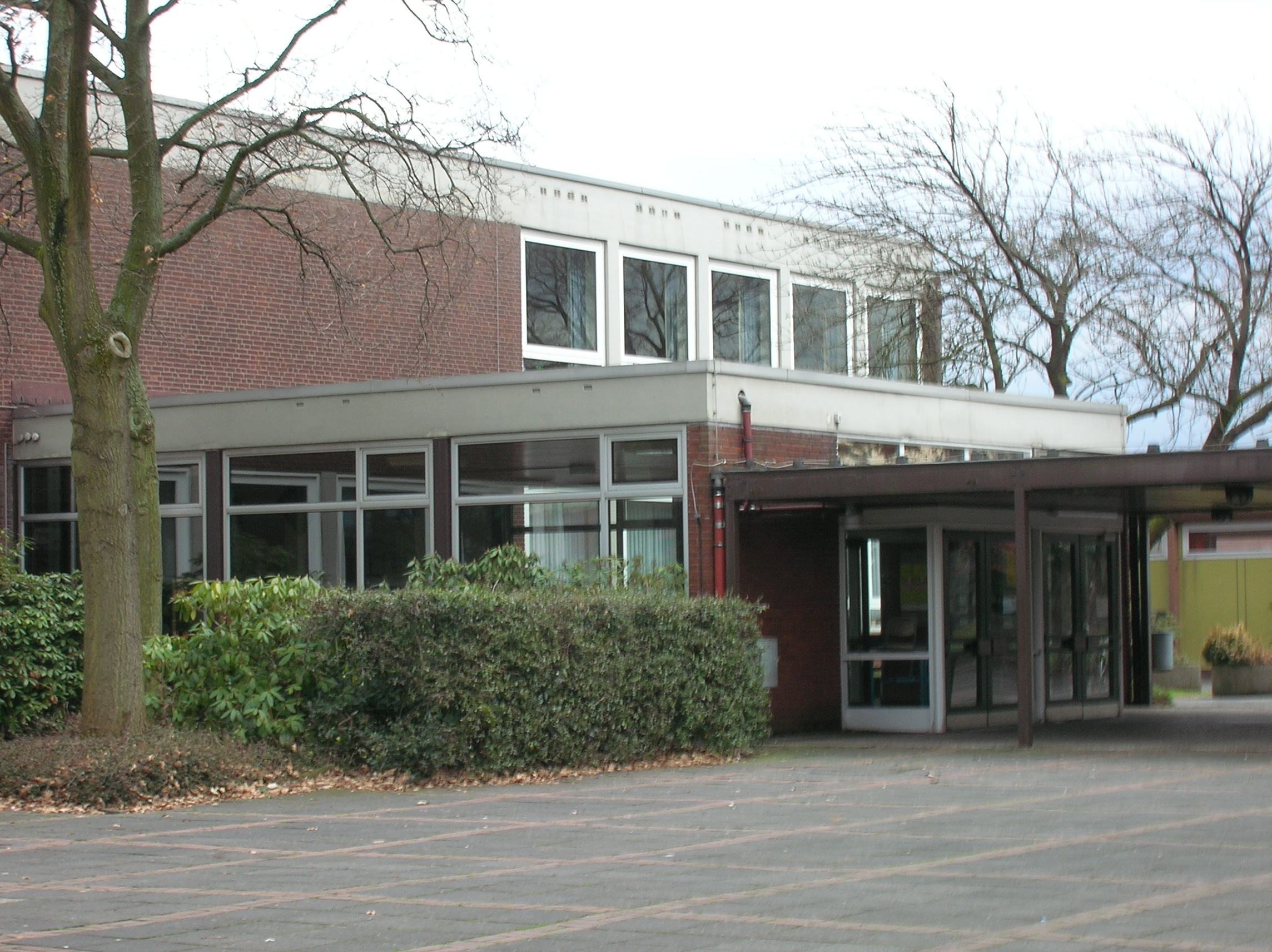
Eingangsbereich der Realschule Ascheberg

Die Realschule Ascheberg ist mit der Hauptschule in Herbern und der 2011 neu eingerichteten Profilschule Ascheberg eine der weiterführenden Schulen der westfälischen Gemeinde Ascheberg. Die Schule beschäftigt 30 Lehrer, eine Sekretärin sowie einen Hausmeister. Etwa 550 Schüler besuchen die Schule in drei bis vier Parallelklassen pro Jahrgangsstufe. Es werden insgesamt 20 Fächer unterrichtet. Viele Schüler reisen aus dem Umland mit dem Bus an. Auf dem Schulgelände gibt es zwei Gebäude mit Klassenräumen und eine Sporthalle.
Es handelt sich offiziell nicht um eine Ganztagsschule, allerdings steht ein Essensangebot in der Mittagspause zur Verfügung. Durch eine große Auswahl an Arbeitsgemeinschaften (AGs) und eine Hausaufgabenbetreuung an jedem Nachmittag kann jeder Schüler bis 15:30 Uhr in der Schule betreut werden. In den AGs werden vielfach Studenten der nahen Universität Münster eingesetzt. Es handelt sich hier um eine Kooperation zwischen einer Schule und der für die Lehrerausbildung zuständigen Universität.
Eine Schülerbibliothek ist vorhanden. Die Schüler sind selbst organisiert.

## Geschichte der Schule
Als Vorgängerin der heutigen Realschule ist die im Jahre 1867 gegründete private Rektoratsschule zu betrachten. Sie ist zurückzuführen auf eine Initiative einiger Ascheberger Bürger. Sie erklärten sich als so genannte Garanten dazu bereit, mit ihrem persönlichen Vermögen für die Schule zu haften.
Fast 70 Jahre war die Rektoratsschule eine Art Pro-Gymnasium, das die Kinder, die studieren wollten, auf den Besuch des Gymnasiums vorbereitete. Sie war aber auch eine Institution, die den Absolventen der Volksschule zusätzliche Bildung vermittelte.
Nach dem Krieg wurde sie als Mittelschule weitergeführt und erhielt die offizielle Bezeichnung Realschule.
Schon bei der Rektoratsschule reichte das Einzugsgebiet über die Gemeindegrenzen hinaus. Heute besuchen auch Schüler aus Drensteinfurt und Nordkirchen die Realschule Ascheberg.
Für den Bestand einer Vollanstalt ist eine bestimmte Mindestzahl von Schülern erforderlich.
Um diese sicherzustellen wurde 1960 in der ehemaligen Landwirtschaftsschule im St.
Katharinen-Stift an der Nordkirchener Straße (heute Sozialwerk St. Georg) ein Realschul-Internat gegründet. Die Leitung übernahm ein Pater der Steyler Missionare.
Ein eigenes Schulgebäude war in den ersten Jahrzehnten nicht vorhanden, so fand die Schule ihr Unterkommen nacheinander in verschiedenen Häusern des Dorfes, bis die große alte Jungenschule vor der Kirche für die Realschule zur Verfügung gestellt werden konnte. Nach dem Aufbau zur Vollanstalt reichte dieses Gebäude jedoch nicht mehr aus.
Im Jahre 1960 beschloss der Rat die Einrichtung eines Schulneubaus für ein voll ausgebautes Realschulsystem. Am 19. Oktober 1963 wurde der Neubau eingeweiht.
Einen Mangel an Schülerzahlen gab es in den Jahren nach dem Neubau der Schule nicht. Der Ausbau der Schule in die Zweizügigkeit wurde bereits im Frühjahr 1967 für das kommende Schuljahr beschlossen.

## Wettbewerbe
Im Jahr 1999 zählte die Schule mit einem Projekt zur Blut- und Organspende zu den Siegern der NETDAYS NRW. Sie gewann gemeinsam mit vier anderen Schulen den Sonderpreis Miteinander füreinander multimedial und erhielt als Preis eine Hardware- und Softwareausstattung, gestiftet von Hewlett-Packard, Microsoft und dem Ernst Klett Verlag.
Im Jahr 2001 beteiligte sich die Schule erneut an dem Wettbewerb mit den beiden Projekten Zwangsarbeiter in Ascheberg und Erneuerbare Energien. Auch diese Projekte wurden ausgezeichnet, diesmal mit dem Sonderpreis der Jury Wir für unsere Stadt.

## Ausstattung mit Computern
Die Realschule Ascheberg war eine der ersten Schulen in NRW, die eine Komplettausstattung mit Computern hatte. Durch den beschriebenen Wettbewerb konnte jeder Klassenraum mit einem eigenen PC ausgestattet werden. Außerdem gibt es drei mit aktueller Hard- und Software ausgestattete Informatikräume.
Gewartet werden die Systeme von einer externen Firma, so dass die Arbeitskraft der Pädagogen nicht durch die Betreuung des Netzwerks gebunden wird. Auch dieses Modell ist innerhalb der Schullandschaft noch unüblich.